# Добровольный (Приморско-Ахтарский район)
Добровольный — хутор в Приморско-Ахтарском районе Краснодарского края.
Входит в состав Ольгинского сельского поселения.

## География

### Улицы
- ул. Кубанская.

## Население
| 2002 | 2010 |
| ---- | ---- |
| 95   | ↘86  |